# Grumman XTB2F
 (juin 2021).
Le Grumman XTB2F est un programme d'avion militaire destiné à la marine des États-Unis qui prit fin au lendemain de la Seconde Guerre mondiale avant même la réalisation du premier prototype.

## Historique
En 1944, l'état-major de la marine américaine demanda à Grumman de développer un nouveau modèle de bimoteur de lutte anti-sous-marine de nouvelle génération. L'avion reçut la désignation constructeur de G-55 et la désignation militaire de XTB2F. Il était destiné notamment à servir à bord de la toute nouvelle classe de porte-avions issu de l'USS Midway.
Cependant l'arrêt de la Seconde Guerre mondiale marqua la fin des recherches de cet avion, alors même qu'il avait été construit à l'état de maquette à l'échelle 1.
Finalement le Grumman XTB2F fut remplacé par le Grumman TB3F Guardian bien moins ambitieux mais qui eut la particularité d'être construit en série.